# Наймушины
Наймушины — деревня в Котельничском районе Кировской области в составе Биртяевского сельского поселения.

## География
Располагается у северо-восточной окраины райцентра города Котельнич на правом берегу реки Вятка.

## История
Известна с 1678 года как деревня Костюнинская с 1 двором, в 1764 уже с 35 жителями. В 1873 году здесь (Костюнинская или Наимушины) отмечено дворов 8 и жителей 57, в 1905 (Костюнинская 1-я или Наймушины)  14 и 110, в 1926 (Наймушины или Костюнинская 1-я) 26 и 135, в 1950 35 и 129, в 1989 году проживало 317 человек. Настоящее название утвердилось с 1939 года.

## Население
Постоянное население  составляло 212 человек (русские 96%) в 2002 году, 211 в 2010.